# Сен-Мартен-д’Уад
Сен-Марте́н-д’Уа́д (фр. Saint-Martin-d'Oydes) — коммуна во Франции, находится в регионе Юг — Пиренеи. Департамент коммуны — Арьеж. Входит в состав кантона Западный Памье. Округ коммуны — Памье.
Код INSEE коммуны — 09270.

## Население
Население коммуны на 2008 год составляло 253 человека.
| 1962 | 1968 | 1975 | 1982 | 1990 | 1999 | 2008 |
| ---- | ---- | ---- | ---- | ---- | ---- | ---- |
| 288  | 310  | 225  | 218  | 195  | 225  | 253  |

## Экономика
В 2007 году среди 152 человек в трудоспособном возрасте (15—64 лет) 112 были экономически активными, 40 — неактивными (показатель активности — 73,7 %, в 1999 году было 66,9 %). Из 112 активных работали 88 человек (53 мужчины и 35 женщин), безработных было 24 (13 мужчин и 11 женщин). Среди 40 неактивных 4 человека были учениками или студентами, 8 — пенсионерами, 28 были неактивными по другим причинам.